# Ширит
Ширит је украсна трака која се користи у војсци као ознака чина на еполети униформе. Данас се користи преломљен за војничке и подофицирске чинове Војске Србије у црвеној и сребрној боји, док се за подофицирске чинове у Полицији Србије користи ширит сребрне боје као и у Војсци Србије.
На официрским униформама у Војсци Србије, Полицији Србије и Ватрогасно-спасилачкој служби и међу службеницима Управе за извршење кривичних санкција користи се водоравни и усправни ширит, то јест усправни ширит златне боје за војску са розетом златне боје и усправни ширит беле боје за полицију са розетом златне боје. Речна флотила Војске Србије користи водоравни ширит златне боје са петокраком звездом златне боје као ознаку чина за официрске еполете на рамену и рукаву.
Ширити су се користили и у Југословенској народној армији, Народној милицији, Војсци Југолсавије и Војсци Србије и Црне Горе.